# Tom Holland (attore)
Thomas Stanley Holland, detto Tom (Londra, 1º giugno 1996), è un attore britannico.

Firma di Tom Holland

Dopo aver interpretato il ruolo di Lucas nel film The Impossible del 2012, è diventato noto dal 2016 per il suo ruolo di Peter Parker / Spider-Man nel Marvel Cinematic Universe; nel 2017 ha ricevuto il Premio BAFTA alla miglior stella emergente, vincendo il Saturn Award per il miglior attore emergente per il film Captain America: Civil War.

## Biografia
Tom Holland è nato a Londra, figlio di Nicola Elizabeth Frost, fotografa, e Dominic Anthony Holland, comico e scrittore.
Da marzo 2011, suo padre ha scritto un blog intitolato “Eclipsed”, ossia un settimanale rinnovato di sequenze narrative che narrano gli eventi principali della vita professionale passata e attuale di Tom.
Ha frequentato la Donhead Prep School. Poi, dopo il superamento dell'Eleven plus, un esame di ammissione ai vari tipi di scuola secondaria somministrato ad alcuni studenti nel loro ultimo anno di scuola primaria, è diventato allievo al Wimbledon College. Dopo aver completato con successo i suoi GCSE, nel settembre 2012 Tom ha iniziato un corso di due anni nella BRIT School for Performing Arts e Digital.
Nell'ottobre 2012 Tom si è unito a una campagna per avvicinare i giovani a registrarsi come potenziali donatori di midollo osseo per il progetto carità britannico Anthony Nolan Trust.

## Carriera
Tom Holland ha iniziato a ballare hip hop alla Nifty Feet Dance School a Wimbledon. Il suo potenziale fu notato dalla coreografa Lynne Page (socia di Peter Darling, coreografo di Billy Elliot e Billy Elliot the musical) quando si è esibito al Richmond Dance Festival del 2006 insieme alla sua scuola di ballo. Dopo otto audizioni e successivi due anni di formazione, il 28 giugno 2008 Tom ha fatto il suo debutto nel West End in Billy Elliot the Musical, come Michael, il migliore amico di Billy. Ha dato la sua prima performance nel ruolo di Billy l'8 settembre 2009 ottenendo delle recensioni entusiastiche che lodano la sua versatile capacità di recitazione e danza.
Nel settembre 2008, Tom, insieme con il co-protagonista Tanner Pflueger, è apparso sul notiziario del canale Five dando la sua prima intervista in tv. Nel 2009 Tom è apparso nello show della ITV1 “The Feel Good Factor”. Il 31 gennaio, al lancio dello show, lui e altri due attori che interpretavano Billy Elliot, Tanner Pflueger e Layton Williams, hanno ballato una versione coreografata della Angry Dance del Billy Elliot the Musical.
L'8 marzo 2010, in occasione del 5º anniversario di Billy Elliot the Musical, i 4 attori che interpretavano Billy Elliot, incluso anche Tom Holland, sono stati invitati al 10 Downing Street per incontrare il Primo ministro del Regno Unito Gordon Brown. Tom è stato scelto come protagonista per la performance speciale del 5º anniversario il 31 marzo 2010. Elton John, il compositore delle musiche di Billy Elliot the Musical, che era tra il pubblico, ha riferito di essere rimasto "strabiliato" dalla performance di Tom.
Holland ha interpretato regolarmente il ruolo di Billy con altri tre attori fino al 29 maggio 2010, quando ha terminato la sua performance nel musical.
Due mesi dopo aver lasciato Billy Elliot the Musical, Holland ha superato con successo il provino per il ruolo da protagonista nel film The Impossible, diretto da Juan Antonio Bayona, a fianco di Naomi Watts e Ewan McGregor. The Impossible è basato su una storia vera che ha avuto luogo durante il Terremoto e maremoto dell'Oceano Indiano del 2004. Il film è stato presentato al Toronto International Film Festival il 9 settembre 2012 e commercializzato in Europa nell'ottobre 2012 e in Nord America l'ultima settimana di dicembre del 2012. Holland ha ricevuto elogi universali per la sua performance e molte riviste lo consideravano un contendente per una candidatura ai Premi Oscar. Nel 2012 Holland divenne un destinatario del premio Spotlight Award all'Hollywood Film Festival per il suo ruolo. "Siamo molto contenti che saremo in grado di riconoscere i talenti recitativi che sono sulla strada della scoperta e della celebrità" - "We are very excited that we will be able to recognize acting talents that are on the road to discovery and stardom", ha detto Carlos de Abreu, fondatore e direttore esecutivo degli Hollywood Spotlight Awards in un comunicato. Sempre per The Impossible, è stato annunciato che Holland è diventato un vincitore del National Board of Review Award nella categoria miglior attore emergente.
Nel 2011 Holland era nel cast della versione britannica del film Arrietty - Il mondo segreto sotto il pavimento, prodotto dallo studio giapponese Studio Ghibli: ha dato voce al personaggio principale del film Sho. Nel 2013 Tom Holland ha ricoperto il ruolo di Isaac nel film Come vivo ora, diretto da Kevin Macdonald, a fianco di Saoirse Ronan. Nel 2015 partecipa al film Heart of the Sea - Le origini di Moby Dick, diretto da Ron Howard.
Nel 2015 viene scelto come nuovo interprete di Peter Parker / Spider-Man nel nuovo film dedicato al personaggio, ambientato nel Marvel Cinematic Universe. Holland è apparso per la prima volta come Spider-Man in Captain America: Civil War nel 2016: il film è stato accolto positivamente dalla critica cinematografica, ha incassato un totale mondiale complessivo di $1.153,3 milioni ed è il film di maggiore incasso del 2016. Ha ripreso il ruolo in Spider-Man: Homecoming, film stand-alone del 2017, con un incasso complessivo di $879,8 milioni e il 92% delle recensioni professionali positive su Rotten Tomatoes. 
Holland ha vestito di nuovo i panni di Spider-Man in Avengers: Infinity War nel 2018 e in Avengers: Endgame nel 2019. Tom Holland ha interpretato nuovamente Spider-Man nei film Spider-Man: Far from Home sempre nel 2019 e Spider-Man: No Way Home nel 2021.
Nel 2021 Tom Holland ha ottenuto il ruolo di Todd Hewitt nel film Chaos Walking, diretto da Doug Liman (uscito l'8 giugno 2021), recitando al fianco di Daisy Ridley e Mads Mikkelsen. Holland è interprete del giovane Nathan Drake nel film Uncharted (basato all'omonima serie di videogiochi), diretto da Ruben Fleischer (uscito il 17 gennaio 2022), recitando al fianco di Mark Wahlberg, Sophia Ali, Tati Gabrielle e Antonio Banderas.
Nell'ottobre 2017 entra nel cast di Spie sotto copertura, nuovo film Blue Sky Studios, insieme a Will Smith. Nel febbraio 2018 viene scelto come doppiatore del cane Jip nel nuovo film sul Dottor Dolittle, previsto per il gennaio 2020. Nel settembre 2018 viene annunciato come protagonista di The Devil All The Time, tratto dall'omonimo romanzo, dove si ricongiungerà con il collega Sebastian Stan. Nel dicembre 2018 annuncia di essere stato scelto insieme a Chris Pratt per il nuovo film della Pixar Onward, in uscita nel marzo 2020. Nell'ottobre 2019 hanno avuto inizio le riprese del film Cherry - Innocenza perduta (2021), diretto dai fratelli Anthony e Joe Russo.
Nel 2024 torna sulle scene londinesi per la prima volta in quasi quindici anni per interpretare Romeo in un allestimento di Romeo e Giulietta diretto da Jamie Lloyd, in cartellone al Duke of York's Theatre del West End.

## Vita privata
Vive a Kingston upon Thames, vicino alla casa dei suoi genitori e i suoi tre fratelli: i gemelli Sam e Harry e Paddy, tutti e tre più giovani di lui. All'età di 7 anni gli venne diagnosticata la dislessia. Appassionato di calcio, è tifoso del Tottenham. Nel 2023 ha dichiarato di aver avuto seri problemi di alcolismo, ma è diventato sobrio e astemio da gennaio 2022. Ad ottobre 2024 ha annunciato la sua linea di birra analcolica chiamata 'BERO' da così offrire un'alternativa per chi vuole sentirsi incluso negli eventi sociali senza consumare alcol.
Dalla metà del 2021 è legato sentimentalmente all'attrice Zendaya, conosciuta sul set di Spider-Man: Homecoming. A dicembre 2024, durante le vacanze natalizie con la famiglia dell'attrice, hanno ufficializzato il loro fidanzamento.

## Filmografia

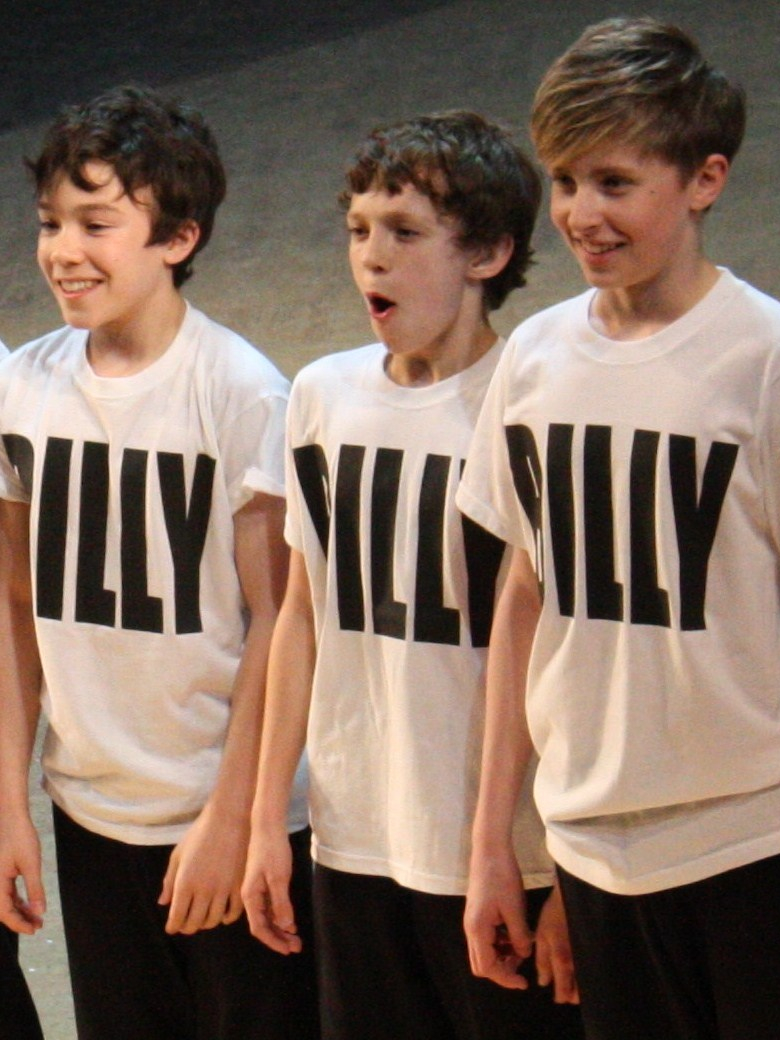
Tom Holland (al centro) si esibisce per il quinto anniversario di Billy Elliot the Musical al Victoria Palace Theatre nel 2010

### Attore

#### Cinema
- The Impossible, regia di Juan Antonio Bayona (2012)
- Come vivo ora (How I Live Now), regia di Kevin Macdonald (2013)
- Locke, regia di Steven Knight (2013)
- Heart of the Sea - Le origini di Moby Dick (In the Heart of the Sea), regia di Ron Howard (2015)
- Captain America: Civil War, regia di Anthony e Joe Russo (2016)
- Il volto della verità (Edge of Winter), regia di Rob Connolly (2016)
- Civiltà perduta (The Lost City of Z), regia di James Gray (2016)
- Spider-Man: Homecoming, regia di Jon Watts (2017) – Peter Parker / Spider-Man
- Terre selvagge (Pilgrimage), regia di Brendan Muldowney (2017)
- Edison - L'uomo che illuminò il mondo (The Current War), regia di Alfonso Gomez-Rejon (2017)
- Avengers: Infinity War, regia di Anthony e Joe Russo (2018) – Peter Parker / Spider-Man
- Avengers: Endgame, regia di Anthony e Joe Russo (2019) – Peter Parker / Spider-Man
- Spider-Man: Far from Home, regia di Jon Watts (2019) – Peter Parker / Spider-Man
- Le strade del male (The Devil All the Time), regia di Antonio Campos (2020)
- Cherry - Innocenza perduta (Cherry), regia di Anthony e Joe Russo (2021)
- Chaos Walking, regia di Doug Liman (2021)
- Venom - La furia di Carnage (Venom: Let There Be Carnage), regia di Andy Serkis (2021) – cameo; Peter Parker / Spider-Man
- Spider-Man: No Way Home, regia di Jon Watts (2021) – Peter Parker / Spider-Man
- Uncharted, regia di Ruben Fleischer (2022)
- The Odissey, regia di Christopher Nolan (2026)
- Spider-Man: Brand New Day, regia di Destin Daniel Cretton (2026)

#### Televisione
- Wolf Hall – miniserie TV, 4 puntate (2015) – Gregory Cromwell, I barone Cromwell
- The Chef Show - reality TV, 1x02 (2019)
- The Crowded Room – serie TV, 10 episodi (2023)

#### Webserie
- The Daily Bugle – Youtube - TikTok, 1 episodio (2019) – Peter Parker / Spider-Man

### Produttore Esecutivo
- Uncharted, regia di Ruben Fleischer (2022)
- The Crowded Room, regia di Akiva Goldsman, Todd Graff (2023)

### Doppiatore
- Arrietty - Il mondo segreto sotto il pavimento, regia di Hiromasa Yonebayashi (2011) - versione del Regno Unito
- Spie sotto copertura (Spies in Disguise), regia di Nick Bruno e Troy Quane (2019)
- Onward - Oltre la magia (Onward), regia di Dan Scanlon (2020)
- Dolittle, regia di Stephen Gaghan (2020)

## Teatro
- Billy Elliot the Musical, libretto di Lee Hall, musiche di Elton John, regia di Stephen Daldry. Victoria Palace Theatre di Londra (2009-2010)
- Romeo e Giulietta di William Shakespeare, regia di Jamie Lloyd. Duke of York's Theatre di Londra (2024)

## Riconoscimenti
- Premio BAFTA
  - 2017 – Miglior stella emergente[41][42]
- Empire Awards
  - 2013 – Miglior debutto maschile per The Impossible[43]
  - 2017 – Candidatura al miglior debutto maschile per Captain America: Civil War[44]
- Teen Choice Awards
  - 2016 – Candidatura la miglior ruba-scena in un film per Captain America: Civil War[45]
  - 2017 – Miglior attore in un film dell'estate per Spider-Man: Homecoming[46]
  - 2017 – Candidatura alla miglior star emergente in un film per Spider-Man: Homecoming
  - 2018 – Candidatura al miglior attore in un film d'azione per Avengers: Infinity War[47]
  - 2019 – Miglior attore in un film dell'estate per Spider-Man: Far From Home[48]
- MTV Movie & TV Awards
  - 2022 – Miglior performance in un film per Spider-Man: No Way Home[49]
  - 2022 – Candidatura al miglior eroe per Spider-Man: No Way Home
  - 2022 – Candidatura al miglior bacio per Spider-Man: No Way Home (condiviso con Zendaya)
  - 2022 – Candidatura alla miglior coppia per Spider-Man: No Way Home (condiviso con Tobey Maguire e Andrew Garfield)
- Washington D.C. Area Film Critics Association Awards
  - 2012 – Candidatura alla miglior performance di un giovane attore per The Impossible
- National Board of Review
  - 2012 – Miglior performance rivelazione maschile per The Impossible
- Hollywood Film Festival
  - 2012 – Spotlight Award per The Impossible
- Phoenix Film Critics Society Awards
  - 2012 – Miglior attore debuttante protagonista o non protagonista per The Impossible
- Chicago Film Critics Association
  - 2012 – Candidatura alla miglior performance rivelazione per The Impossible[50]
- St. Louis Film Critics Association
  - 2012 – Merito speciale (per le migliori scene, tecnica cinematica o altri aspetti o momenti memorabili) condiviso con Naomi Watts, Ewan McGregor, Samuel Joslin e Oaklee Pendergast per The Impossible[51]
- Critics' Choice Awards
  - 2013 – Candidatura al miglior giovane interprete per The Impossible[52]
  - 2021 – Candidatura al miglior doppiaggio in un film d'animazione per Onward – Oltre la magia[53]
  - 2022 – Candidatura al miglior attore in un film di supereroi per Spider-Man: No Way Home[54]
  - 2024- Candidatura al miglior attore in un film per la televisione o miniserie per The Crowded Room
- London Critics Circle Film Awards
  - 2013 – Giovane interprete britannico dell'anno per The Impossible
- Central Ohio Film Critics Association Awards
  - 2013 – Candidatura alla miglior performance rivelazione per The Impossible
- Saturn Award
  - 2013 – Candidatura alla miglior attore emergente per The Impossible
  - 2017 – Miglior attore emergente per Captain America: Civil War
  - 2018 – Miglior attore emergente per Captain America: Civil War[55]
  - 2019 – Miglior attore emergente per Spider-Man: Far from Home[56]
  - 2022 – Candidatura al miglior attore per Spider-Man: No Way Home[57]
- Young Artist Awards
  - 2013 – Miglior performance in un film – Giovane attore protagonista per The Impossible
- Premio Goya
  - 2013 – Candidatura al miglior attore rivelazione per The Impossible
- Cinema Writers Circle Awards
  - 2013 – Candidatura al miglior attore rivelazione per The Impossible

## Doppiatori italiani
Nelle versioni in italiano delle opere in cui ha recitato, Tom Holland è stato doppiato da:
- Alex Polidori in Heart of the Sea - Le origini di Moby Dick, Captain America: Civil War, Civiltà perduta, Spider-Man: Homecoming, Avengers: Infinity War, Avengers: Endgame, Spider-Man: Far from Home, Le strade del male, The Chef Show, Cherry - Innocenza perduta, Chaos Walking, Spider-Man: No Way Home, Uncharted, The Crowded Room
- Francesco Ferri in The Impossible
- Mirko Cannella in Il volto della verità
- Federico Viola in Edison - L'uomo che illuminò il mondo

Da doppiatore è sostituito da:
- Alex Polidori in Locke, Onward - Oltre la magia, Dolittle,  Fortnite
- Riccardo Suarez in Spie sotto copertura